# Odell Shepard
Odell Shepard (* 22. Juli 1884 in Sterling, Illinois; † 19. Juli 1967 in New London, Connecticut) war ein US-amerikanischer Schriftsteller und Politiker. Zwischen 1941 und 1943 war er Vizegouverneur des Bundesstaates Connecticut.

## Leben
Odell Shepard studierte an der Harvard University. Anschließend lehrte er für einige Zeit an der Yale University das Fach Englisch. Zwischen 1917 und 1946 gehörte er der Fakultät des Trinity College in Hartford an. In dieser Zeit gab er auch Werke bekannter amerikanischer Schriftsteller heraus, darunter Henry Wadsworth Longfellow. Außerdem verfasste er selbst einige Bücher und Abhandlungen. Für seine Biografie Pedlar's Progress: The Life of Bronson Alcott erhielt er im Jahr 1938 den Pulitzer-Preis im Bereich Biographie oder Autobiographie.
Politisch schloss sich Shepard der Demokratischen Partei an. 1940 wurde er an der Seite von Robert A. Hurley zum Vizegouverneur von Connecticut gewählt. Dieses Amt bekleidete er zwischen 1941 und 1943. Dabei war er Stellvertreter des Gouverneurs und Vorsitzender des Staatssenats. Odell Shepard starb am 19. Juli 1967 in New London.

## Veröffentlichungen (Auswahl)
- The Lore of the Unicorn. London 1930.